# Appenzelleri szakállas

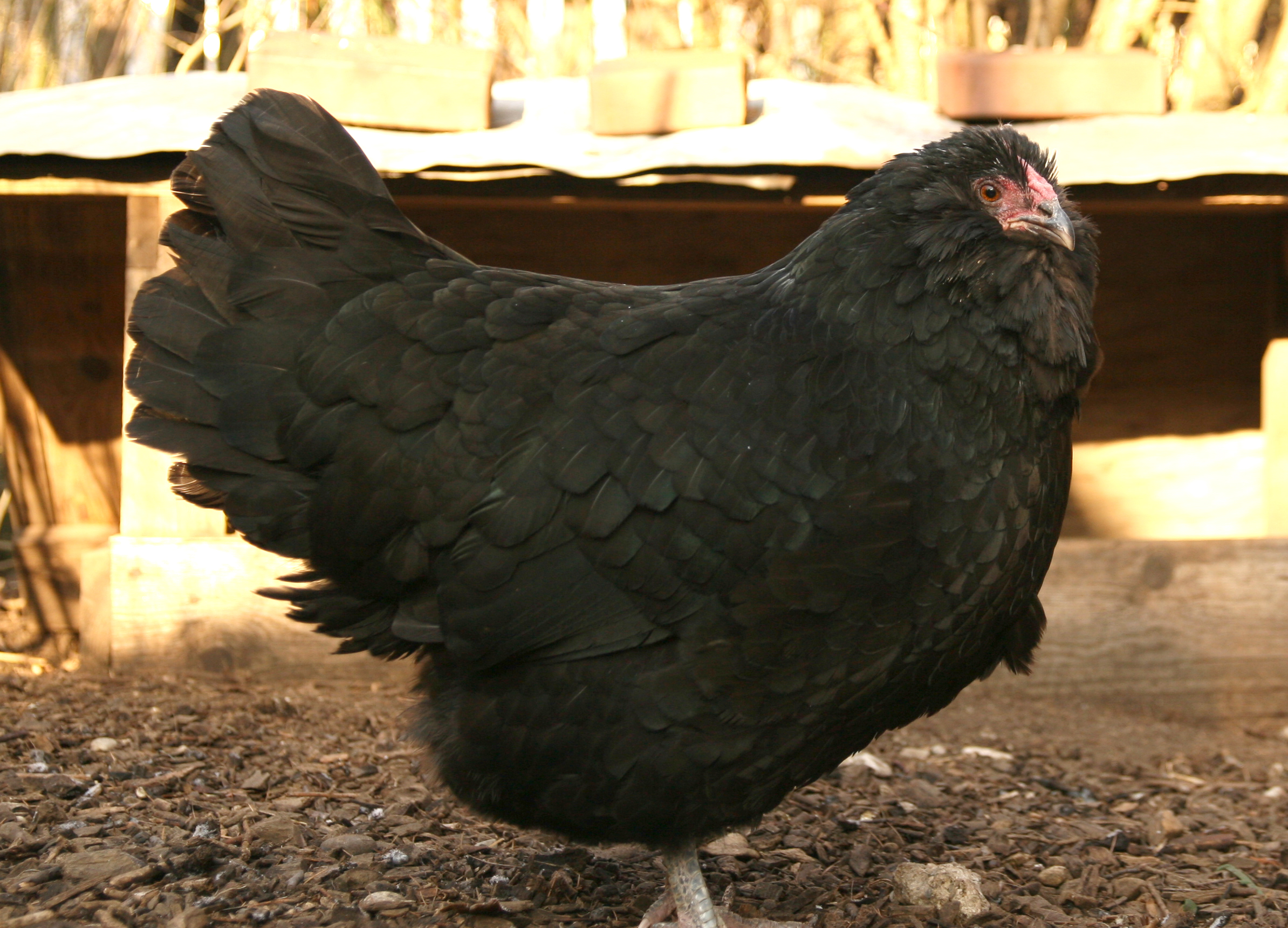
Appenzelleri szakállas tojó (0.1)

Az appenzelleri szakállas Svájcban kitenyésztett tyúkfajta.

## Fajtatörténet
Appenzell-ben lett kitenyésztve, mely a ProSpecieRara gondozásában van. Igen ritka fajta nem csak Európában, de hazájában, Svájcban is. 
Őseinek egy orosz szakállas-búbos tyúkot vélnek („Bartli”). Biztos csak az, hogy Olaszország felől terjedt el az Alpokban. De valamilyen rejtelmes oknál fogva egyre csak fogyatkozásnak indult a fajta. Már majdnem kipusztult, az újjászületésük 1870-re tehető.
Egy bizonyos Züst Úr megelégelte, hogy tyúkjainak télen folyton megfagy a taraja, toroklebenye és leesik a tojáshozamuk. Ekkor döntött úgy, hogy ismét „előhozza” ezt a régi fajtát. Birtokán nap mint nap szem előtt volt állománya. A fajta jól állta a sarat és fenn tudott maradni fekete színben. Egy további lépést az ükunoka tett meg 1963-ban, amikor egy fogolyszínű itáliai tyúkot keresztezet az appanzelleri tyúkokkal és így előállította lassan a fogoly színű változatot is.

## Fajtabélyegek, színváltozatok
Teste erős tanyasi formát mutat széles vállakkal. Háta közepesen hosszú, gyenge eséssel, nyereg lekerekített. Farktollak legyezőszerűen viseltek. Melltájék fenntartott. Szárnyak mérsékelten testhez simulóak. Feje közepes nagyságot mutat, erős, széles. Arca piros, kissé szőrözött. Szemek sötétbarnák, élénkek, előreállóak. Csőr erős, feketés. Taraj meglehetősen széles, rózsástaraj. Füllebenye fehér, kicsi, a szákálltól eltakart. A tokalebeny szintén kicsi. Nyak közepes hosszúságú, kissé görbült. 4 ujjú, csüd színe fekete, kékes. Tollak szélesek, rövidek, testhez simulóak.
Színváltozatok: elsősorban fekete.

## Tulajdonságai
Igen életrevaló, vitális tyúkfajta. Jó tojáshozamú, különösen zord éghajlatra jól alkalmas. Mivel szakállas, itt is ki kell emelni, hogy a takarmány ne legyen pépes, amitől a szakáll tollai összeragadhatnak. Szapora fajta, csibék kíváncsiak, izgágák.
| Általános tulajdonságok: | Általános tulajdonságok:            |
| ------------------------ | ----------------------------------- |
| Súlya                    | kakas 2 - 2,3 kg, tojó 1,6 - 1,8 kg |
| Gyűrűmérete              | kakas 18, tojó 16                   |
| Tenyésztojás tömege      | 55 g                                |
| Tojáshéj színe           | fehér                               |
| Éves tojáshozama         | 155 db                              |